# 남양 전씨
남양 전씨(南陽田氏)는 경기도 화성시 남양읍을 본관으로 하는 한국의 성씨이다. 시조 전주(田柱)는 본래 고려 왕족인 개성 왕씨(開城 王氏)였으나 이성계의 역성 혁명 이후 조선 개국과 동시에 시작된 왕씨(王氏) 탄압에 따라 유배되었다가 참사를 당했다. 그의 손자 전흥(田興) 또한 조선 태종 이방원(李芳遠)에게 억류되어 있었으나, 1,2차 왕자의 난에서 이방원이 승리하는데 공을 세워 정사좌명원종공신(定社佐命原從功臣)에 책록되었고, 판중추원사(判中樞院事)에 올랐다.

## 역사
시조 전주(田柱)는 고려 왕족 순흥군(順興君) 왕승(王昇)의 아들로 본래 이름은 왕강(王康)이었다. 조선 개국과 동시에 시작된 왕씨(王氏) 탄압에 따라 그는 공주목(公州牧)의 일신역(馹新驛)에 유배되었다가 1394년(태조 3)에 참사를 당하였다.
전주의 손자 전흥(田興) 또한 조선 태종 이방원(李芳遠)에게 억류되어 있었으나, 그의 능력을 높이 산 바, 1,2차 왕자의 난에서 이방원이 승리하는데 큰 역할을 하였다. 이 공을 인정받아 태종은 그에게 전흥이라는 사성명(賜姓名)과 정사좌명원종공신(定社佐命原從功臣)에 책록하였고, 판중추원사(判中樞院事)에 올라 남양전씨의 기틀이 되었다. 그 후 조부인 전주가 강령부승(江寧府丞)을 지낸 연유로 지명을 따서 남양을 본관으로 하고 전흥을 중시조로 삼아 세계를 이어오고 있다고 한다.

## 개성 왕씨에서 변성
개성 왕씨(開城 王氏)는 종모성(從母姓)하라는 왕명에 따라 어머니 성을 따른 이가 많았고, 옥(玉), 전(全), 전(田) 등으로 성으로 변성되었다.

## 인물
전득우(田得雨) 생졸갑년미상 아들 흥(興)이 1411년 정사, 좌명 원종 1등공신(定社, 佐命 元從 一等 功臣)에 책록됨에 따라 원종공신에 대한 포숭법(褒崇法)에 의해 간선대부 한성부윤(嘉善大夫 漢城府尹)에 증직(贈職) 되어 준예장(準禮葬) 되었는데 묘계(墓界)에 설치된 하사비(下賜碑)와 호석(護石), 판석(板石), 석벽(石壁), 석상(石像) 등이 원형그대로 보존되어 있어 충남도 지방문화재 기념물 제25호로 지정되어있다.
전흥(田 興) 1376년(고려 우왕2)-1457년(세조3) 시호, 경호(諡號 敬胡)
일찍 군에 입문 뜻을 세워 왔는데 1398년(태조7) 의흥3군부(義興三軍府)의 진무소 진무(鎭撫所 鎭撫)로서 절제사 이방원 군영의 도진무가 되어 1,2차 왕자의 난 때 공을 세워 1411년 정사 좌명원종1등공신으로 책록 되어 원종공신전(元從功臣田)과 록권(祿券)을 하사 받은바 있고 같은 해 대호군(大護軍) 직에 있을 때는 장흥부사 김기(長興府使 金頎)가 정사원종공신(定社元從功臣)의 반열에 참여하기를 원함으로 왕명에 의해 김기의 원종(元從)여부를 심사 원종이 않임을 왕에게 보고한일도 있었으며 1410년 공(公)이 중군호군(中軍護軍) 재임시 태종(太宗)의 명으로 왕이 내려주는 술을 가지고 가서 북벌(北伐) 장수들을 위로하였고 1412년에는 충청도의 곡식상황을 살폈고 경상도 부산포(富山浦)에 내박(來泊)중인 왜선(倭船)의 동태를 살펴 왕에게 보고하기도 하였다. 1413년 순금사 대호군(巡禁司 大護軍)으로 있을 때 경기와 충청도에 가서 군마(軍馬)를 기를 만한 곳을 상지(相地) 하기도 하였고 1414년에는 진도목장(珍島牧場)을 살펴 군마용목장(軍馬用牧場)으로 부적함을 왕에게 보고한일도 있었다. 1416년 의금부 진무(義禁府 鎭撫)로 있을 때 민무구(閔無咎), 민무질(閔無疾)등 민씨편을 옹호했다하여 태종(太宗)의 노여움을 사기도 하였으나 같은해 12월 통정대부 형조참의에 임명되었고 1418년에는 의금부 수장(首長)인 의금부제조(義禁府提調) 재임시 태종(太宗)이나 세종(世宗)의 측근신하(側近臣下)가 되어 국문(鞠問)과 강무(講武) 등 중요한 일은 공(公)이 진행토록 명 받았다. 1430년(세종12) 원주목사(原州牧使) 1434년 홍주목사(洪州牧使) 등 외직으로 계셨고 같은해 형조참판(刑曹叅判)에 올랐으며 또한 가정대부 경창부윤(嘉靖大夫 慶昌府尹)으로서 하정사(賀正使)가 되어 명(明)나라를 다녀와 중추원사(中樞院事)에 임명되었다. 1435년(세종17)지금의 서울시장인 판한성부사(判漢城府事)에 임명되었고 1439년(세종21)에는 중추원사에 재임되어 초헌(軺軒) 을 타는 원로훈신(元老勳臣)이 되었다. 나이가 차 중추관직(中樞官職)을 치사(致仕) 하고 고향인 석성(石城)에서 만년을 보내고 있었는데 1450년(문종즉위년) 매월 음식을 하사 받은 은록(恩祿)을 입고 지냈으나 1457년(세조3년) 4월24일 82세로 타계(他界)하시니 나라에서 시호(諡號)를 경호(敬胡)로 내리고 예장(禮葬)으로 치제(致祭) 하였다.
전가생(田稼生) 생졸갑년 미상 경호공 휘흥 (敬胡公 諱興)의 장남인데 일직 생원사마시 (生員司馬試)에 합격하였고 1434년 생원으로서 알성방 을과(謁聖榜 乙科)에 급제 경복제공(景福提控)직에 있으면서 1436년 중시을과 2등(重試乙科 二等)으로 합격하였다. 1441년 조산대부(朝散大夫)로서 사섬시 주부(司贍寺 主簿) 1445년 사재감주부(司宰監主簿)를 역임하였고 1454년 사헌부장령 (司憲府掌令) 재직시는 방면된 죄인을 다시 문초(問招)하도록 했으며 양녕대군(讓寧大君), 익현군(翼峴君), 영해군(寧海君) 등 왕자들이 온천에 간다는 것을 흉년임으로 인심을 위해 중지토록 간하기도 하였다. 1455년 한성소윤(漢城少尹)으로 있을 때 좌익원종2등공신(佐翼原從二等功臣)에 책록 되어 통정대부 홍문관 부제학(弘文館 副堤學)에 임명되었고 1463년(세조9) 사은사(謝恩使)로 명(明)나라를 다녀온 후 같은 해 공주진 병마절제사 공주목사겸 권농사(公州鎭 兵馬節制使 公州牧使兼 勸農使)에 임명되어 지방수령을 역임 한 후 관(官)을 사퇴하였다.
전조생(田稠生) 생졸갑년 미상 경호공 휘흥(敬胡公 諱興)의 차남인데 일직 생원사마방(生員司馬榜)에 합격 생원으로서 1434년(세종16) 형 가생공(稼生公)과 같이 알성방을과(謁聖榜 乙科)에 급제하여 1454년(단종2) 호조정랑(戶曹正郞)으로 있을 때 각도(各道)의 공물(貢物) 감면안(減免案)을 작성시행토록하였다. 교리직(校理職)에 있었을 때 좌익 원종 2등 공신(佐翼原從二等功臣)에 책록 되었다. 1456년(세조2) 봉렬대부(奉列大夫)로서 장령(掌令)을 거처 1461년 판승문원사(判承文院事)로 재직 중 전라우도에 파견되어 호적과 군적(軍籍)을 개선토록한바 있으며 1462년 가선대부 인수부윤(嘉善大夫 仁壽府尹)으로 있을 때 사은사(謝恩使)로 명(明)나라를 다녀왔고 1463년 청주목사(淸州牧使)를 거처 1467 승문원 제조(承文院 提調)로 있었다.
전지(田 漬) 생졸갑년 미상 경호공 휘흥(敬胡公 諱興)의 장손이며 부제학공 휘가생(副提學公 諱稼生)의 장남인데 1505년(연산군11) 충순위 어모장군(忠順衛 禦侮將軍)으로서 부사직 (副司直)을 역임하였다.
전림(田 霖) 생졸갑년 미상 시호 위절(威節) 경호공 휘흥(敬胡公 諱興)의 손자이며 부윤공 휘주생(府尹公 諱稠生)의 아들인데 일찍이 무과(武科)에 급제 포도부장(捕盜部長)을 거쳐 1482년 전주판관(全州判官)을 역임 1485년 훈련원 판관(訓練院 判官)으로 1486년 승진되어 통정대부 경원도호부사(通政大夫 慶源都護府使)가 되었다. 이후 전라우도 수군절제사(全羅右道 水軍節制使) 첨지중추부사(僉知中樞府事), 온성부사(穩城府使), 회녕부사(會寧府使) 등을 역임한후 한때 가선대부(嘉善大夫)로서 한직(閒職)에 있었다. 1499년 한직으로서 상호군(上護軍)으로만 있었는데 병조(兵曹)에서 순변사(巡邊使)로 추천 조전절제사(助戰節制使)가 되었고 1500년에는 해랑도 초무사(海浪島 招撫使)가 되어 해랑도를 평정하고 왔음으로 인해 한성부 좌윤(漢城府 左尹) 이 되었고 1505년 사은사(謝恩使)로 명나라를 다녀와서 1506년 한성부 판윤(漢城府 判尹)이 되었다. 1508년 포도대장(捕盜大將)에 임명되었으며 1509년에는 병조참판(兵曹叅判)이 되었고 같은 해 지중추부사(知中樞府事)로 졸(卒)하였다. 공(公)은 법을 집행함에 있어서는 공정무사(公正無私) 청렴결백(淸廉潔白) 엄핵조율(嚴覈照律)의 강직한 인품을 지닌 청백이(淸白吏)였기에 중종(中宗)이 시호를 위절(威節)이라 내리시었다.
전우평(田禹平) 생졸갑년 미상. 부제학공 휘가생(副提學公 諱稼生)의 손자이고 어모장군 휘지(禦侮將軍諱漬)의 장남인데 1515년 충순위 보공장군(忠順衛 保功將軍)에 이르렀고 충무위부사직(忠武衛副司直)을 역임하였다.
전우치(田禹治) 생졸갑년 미상 부제학공 휘가생(副提學公 諱稼生)의 손자이고 어모장군 휘지(禦侮將軍諱漬)의 4남인데 전우치전(田禹治傳)의 주인공이 된다. 공(公)은 진사로서 문장과 시문(詩文)에 뛰어 났는데 그 시문이 해동이적(海東異蹟)과 지봉유설(芝峰類設) 등에 실려있다. 개성에서 미관말직에 있을 때 조광조(趙光祖) 일파인 사림파(士林派)로 몰려 1519년(중종14) 기묘사화(己卯士禍)에 연류 되어 산림의 고사(古寺)에 은둔(隱遁) 중 산신(山神)으로부터 비서(秘書)를 얻어 마침내 신출기묘(神出奇妙)한 도술가가 되었다. 당시 부패한 정사(政事)로 민생(民生)이 흉흉했는데 공(公)은 결심한바 있어 죽음을 마다하지 않은 의협심(義俠心)으로 전국방방 곡곡을 다니면서 도술로서 빈민구제에 나섰으나 종내(終乃)에 이르러 왕을 속인죄와 혹세무민(惑世誣民) 죄로 신천옥(信川獄)에서 옥사(獄死) 당했다고 전한다. 우치공(禹治公)이 전국을 잠행(潛行)하면서 빈민 구제 행각 중 고향에 잠시 들렸다 떠날 때 고향동쪽 고개 넘어 낮은 언덕에 이르러 지니고 다니던 은행나무 지팡이를 언덕에 꽂고 주문(呪文)한 것이 소생하여 오늘날 밑 둘레8m 폭23m 높이25m 수령500년의 웅장하면서도 수려한 은행나무가 되었다. 충남도에서는 이 은행나무를 충청남도 기념물 제152호로 지정하여 보호하고 있다.
전화(田 華) 생졸갑년 미상. 자 군실(字君實) 경호공 휘흥(敬胡公 諱興)의 4대손이고 보공장군 휘우평(諱禹平)의 장남인데 1546년(명종1) 성균진사시(成均進士試)에 합격 석성향교훈도(石城鄕校訓導)를 역임하였으며 조상 봉제사(奉祭祀)와 위토전답(位土田畓)에 관한 공의 유서성문(遺書成文)이 보존되어 오고 있다.
전경업(田敬業) 생졸갑년 미상. 경호공 휘흥(敬胡公 諱興)의 5대손이고 훈도공 휘화 (訓導公 諱華)의 장남인데 성균진사로서 통선랑 공조정랑(通善郞 工曹正郞)에 증직되었다.
전홍업(田洪業) 생졸갑년 미상. 경호공 휘흥(敬胡公 諱興)의 5대손이고 훈도공 휘화 (訓導公 諱華)의 차남인데 성균진사로서 예조좌랑(禮曹佐郞)을 역임하였다.
전 탄(田 坦) 1548(명종3)-? 경호공 휘흥 (敬胡公 諱興)의 6대손이고 정랑공 휘경업 (正郞公 諱敬業)의 장남인데 승의랑사재감 (承議郞司宰監) 주부직에 있었다.
전돈(田 墩) 1550년(명종5)-1630년(인조8) 자 제보(字 齊甫) 경호공 휘흥(敬胡公 諱興)의 6대손이고 정랑공휘경업(正郞公 諱敬業)의 차남인데 가선대부 부호군(嘉善大夫 副護軍)으로 증직 되었다.
전석규(田錫圭) 1577년(명종5)-1669년(인조8) 자 사수(字 士受) 號 閒湖 경호공 휘흥(敬胡公 諱興)의 7대손이고 부호군 휘돈(副護軍 諱墩)의 장남인데 석성 향교(石城 鄕校)에서 수학 중였던 공(公)은 1592년(선조25) 임진왜란 발발로 그 병화가 이곳 석성 성묘(石城 聖廟)를 휩쓸 때 16세 소년으로 화염을 무릅쓰고 그 속으로 뛰어들어가 신주(神主)를 무사히 받들어 모신 후 편법으로 모옥(茅屋)으로 옮겨 편안히 봉안(奉安)하였고 그후 병란(兵亂)으로 산질(散○) 된 서적을 사재(私財)를 기울여 구입 성묘학궁 (聖廟學宮)에 비치함으로서 학궁으로서의 면모를 갖추게 하였으며 1621년(광해군13)현감 윤겸선(尹兼善)과 더불어 공(公)이 주관하고 진사 이경정(李景鼎), 유학 박시승(朴時昇), 통덕랑 이경술(李景述), 유학 전석구(田錫龜) 등 유생들을 이끌고 성묘(聖廟)와 강당 동서재사(東西齋舍) 고구(庫구) 포벽(包湢) 등을 중수(重修)하였다. 공(公)의 이와 같은 공로로 유생들이 머물러 정진(精進) 할 곳을 마련하게 되었다. 또한 공(公)은 1612년(광해군4) 진사사마방(進士司馬榜)에 올랐으나 벼슬길을 마다하시고 성현(聖賢)들의 학풍(學風)과 학행(學行), 학덕(學德)에 종사할 것을 결심하고 사계 김장생 선생(沙溪 金長生 先生) 문하에서 수학, 마침내 대유(大儒)가 되어 한호정사(閒湖精舍)를 세워 후학들을 교화훈도(敎化訓導) 하시였다. 공(公)이 하세(下世) 하신후 공(公)의 학풍과 학덕을 우러러 받드는 유림에서 향현사(鄕賢祠)를 세워 영령을 편안히 모시고 제사를 지내는 홍유지사(鴻儒志士)가 되었다. 한편 공(公)께서는 1665년(현종6) 통정대부(通政大夫) 1666년(현종7)절충장군 용양위 부호군(折衝將軍 龍驤衛 副護軍)에 제수 되어 특별히 붉은 관북과 옥관자를 하사 받은 은전(恩典)을 입었는데 이듬해 93세의 나이로 하세(下世) 하셨다. 공에 관한 문헌은 석성 현학 명윤당 중수기(石城 縣學 明倫堂 重修記) 가선대부 지중추부사 성균진사공행장(嘉善大夫 知中樞府事 成均進士公行戕) 봉호사 게판문(蓬湖祠 揭版文) 석성향교대성전 중수기(石城鄕校大聖殿 重修記) 석성문행록(石城文行錄) 한호공 묘표(閒湖公 墓表) 등이 있다.
전석형(田錫珩) 1594년(선조27)-? 자 시보 (字 時寶) 호 와은(號 窩隱) 경호공 휘흥 (敬胡公 諱興)의 7대손이고 부호군공 휘돈 (副護軍公 諱墩)의 차남인데 장사랑(將仕郞)에 제수되었다.
전석우(田錫瑀) ?-1706년(숙종32년) 자 흥제(字 興齊) 경호공 휘흥(敬胡公 諱興)의 7대손이고 참판공 휘우성(叅判公 諱禹成)의 4대손인데 통정대부 행군자감(通政大夫 行軍資監)의 감정(監正)을 역임 하였다.
전해(田 瀣) 1600년(선조33)-1671년(현종12) 자 원숙(字 元叔) 경호공 휘흥(敬胡公 諱興)의 8대손이고 한호공 휘석규(閒湖公 諱錫圭)의 장남인데 어릴 때부터 효성이 지극하였고 배움에 총명하였으며 학문을 좋아하며 문장(文章)이 일취(日就)하여 1624년(인조2) 생원사마방(生員 司馬榜)에 올랐으나 성현지학(聖賢之學)에 뜻을 두어 신독재 김집선생(愼獨齋 金集先生)의 문인 (門人)이 되어 문장과 품행을 겸비하시였다. 년구세심(年久歲深)에 도천(道薦)으로 1650년(효종1) 목능참봉(穆陵叅奉)을 시사(始仕)로 루진(累進) 되어 통훈대부 사헌부감찰(通訓大夫 司憲府監察)을 거처 1656년(효종7) 용궁현감(龍宮縣監)으로 부임 1657년 당시 81세의 노부 봉양(老父奉養)을 위해 사퇴 하시였다.
전항(田 沆) 1602년(선조35)-? 자 청숙(字 淸叔) 경호공 휘흥(敬胡公 諱興)의 8대손이고 한호공 휘석규(閒湖公 諱錫圭)의 차남인데 장사랑(將仕郞)에 제수 되었으며 효행이 지극하여 고향마을에서 칭찬이 자자했다.
전택(田 澤) 1678년(숙종4)-? 경호공 휘흥 (敬胡公 諱興)의 8대손이고 정랑공 휘경업 (正郞公 諱敬業)의 증손인데 부호군(副護軍)을 지냈다.
전유성(田有成) 1628년(인조6)-1706년(숙종32) 자 유경(字 有卿) 1651년(효종2) 장사랑(將仕郞) 1655년(효종6) 승사랑(承仕郞)에 제수되었으며 공(公)의 호적단자에 의하면 28구(口)의 노비를 거느리고 있어 당시 공의 가세(家勢)의 일부를 살필 수 있다.
전일성(田一成) 1632년(인종10)-1694년(숙종20) 자 일경(字 一卿) 현감공 휘해(縣監公 諱瀣)의 차남인데 미촌 윤선거 선생(美村 尹宣擧 先生)으로부터 수학하였다. 학문과 품행을 아울러 겸비하였고 벼슬길을 누차 사양하니 당대 사람들로부터 공경을 받아 향리집안을 더욱 빛나게 하였다.
전시성(田始成) 1634년(인조12)-? 자 시경(字 始卿) 장사랑공 휘항(將仕郞公 諱沆)의 장자인데 통덕랑(通德郞)에 저수되었고 공의 아우 4인 모두가 통덕랑에 제수되었다.
전수원(田遂元) 1704년(숙종30)-1756년(영조32) 자 사원(字 士元) 호 모옥재(慕玉齋) 현감공 휘해(縣監公 諱瀣)의 3대손인데 1740년 증광생원시(增廣生員試)에 동생 수형(遂亨)과 같이 합격했으나 벼슬길과 인연을 끊고 학문과 품행 공히 부족함 없이 미덕을 몸에 지녀 상례(喪禮)와 제사(祭祀)를 오로지 하였다.
전수형(田遂亨) 1708년(숙종34)-? 자 사형(字 士亨) 현감공 휘해(縣監公 諱瀣)의 3대손인데 1740년 증광생원시(增廣生員試)에 형 수원(遂元)과 같이 합격했으나 전야(田野)에 묻혀 살았다.
전필효(田必孝) 1788년(정조12)-? 자 백원(字 百源) 현감공 휘해(縣監公 諱瀣)의 4대손이고 생원공 휘수원(生員公 諱遂元)의 장남인데 학행(學行)과 문장을 겸비하여 1774년(영조50)남양 전씨 창간 갑오보(甲午譜) 편찬을 주관하였으며 발문(跋文)을 근발하였다.
전조(田 鉏) 1787년(정조11)-1860년(철종11) 자 유길(字 有吉) 초명 상구(尙九) 장사랑 휘항(將仕郞 諱沆)의 4대손인데 1852년 2간 임자보(壬子譜) 편찬을 주관하였고 대사헌 송내희 선생(宋來熙 先生)으로부터 서문을 받아오기도 하였던 한학자.
전상윤(田尙倫) 1784년(정조8)-1844년(헌종10) 자 겸오(字 兼五) 장사랑공 휘항(將仕郞公 諱沆)의 3대손인데 중추부사겸 호조참판(中樞府事兼 戶曹叅判)에 증직 되었다.
전상규(田尙圭) 1844년(현종10)-1893년(고종30) 자 회숙(字 會淑) 참판공 휘우성(叅判公 諱禹成)의 9대손인데 승정원 승지(承政院 承旨)로 증직 되었다.
전한대(田漢大) 1779년(정조3)-1836년(헌종2) 자 유경(字 有慶) 장사랑공 휘항(將仕郞公 諱沆)의 5대손인데 1904년(고종41) 중추부사호조참판(中樞府事 戶曹叅判)에 증직 되었고 같은 날 공의 아들 채룡(菜龍)은 승정원 승지(承政院 承旨)로 손자 창환(昶煥) 은 홍능참봉 사위참서(弘陵叅奉 司衛叅書)로 증직 되었다.
전한구(田漢龜) 1814년(순조14)-1885년(고종22) 자 치거(字 致擧) 장사랑공 휘항(將仕郞公 諱沆)의 5대 손인데 승정원 좌승지(承政院 左承旨)로 증직 되었다.
전한범(田漢範) 1827년(순조27)-1867년(고종4) 자 윤원(字 允元) 장사랑공 휘석형(將仕郞公 諱錫珩)의 6대손 인데 중추부사호조참판(中樞府事戶曹叅判)에 증직 되었다.
전채룡(田采龍) 1805년(순조5)-1848년(헌종14) 자 덕보(字 德普) 장사랑공 휘항(將仕郞公 諱沆)의 5대손이고 휘한대(諱漢大)의 장남인데 1904년 승정원 승지로 증직되었다.
전채진(田采辰) 1776년(영조52)-1841년(헌종7) 자 무겸(字 武兼) 장사랑공 휘항(將仕郞公 諱沆)의 6대손이고 휘한구(諱漢龜)의 장남인데 중추부사겸 호조참판(中樞府事兼 戶曹叅判)으로 증직 되었다.
전한부(田漢富) 1827년(순조27)-1867년(고종4) 자 윤원(字 允元) 장사랑공 휘항(將仕郞公 諱沆)의 5대손인데 승정원 승지(承政院 承旨)로 증직 되었다.
전만성(田晩成) 1641년(인조19)-? 자 성경(字 聖卿) 호 석포(號 石浦)
전보성(田甫成) 1645년(인조23)-? 자 보경(字 甫卿) 호 석정(號 石停)
전수성(田守成) 1648년(인조26)-? 자 진경(字 眞卿) 호 석당(號 石堂) 장사랑공 휘석형(將仕郞 諱錫珩)의 손자 3형제 효자들인데 어머님의 병환이 심할 때 어름을 깨어 잉어를 구하여 받들었고 하세(下世)하시매 3년 려막(廬幕) 사리에 곡성이 끝치지 아니했으며 상복마대(喪服麻帶)가 닳아 없어진 지극한 효자들이었다. 이 3형제 효행의 덕을 영원히 기리기 위해 향리(鄕里)에서 정려(旌閭)를 세워 후손들의 귀감으로 삼아오고 있다.
전동영(田東榮) 1829년(순조29)-1868년(고종5) 자 화서(字 禾瑞) 장사랑공 휘석형 (將仕郞 諱錫珩)의 6대손 휘한범(諱漢範)의 아들이데 승정원 승지(承政院 承旨)로 증직 되었다.
전동일(田東一) 1843년(헌종9)-1896년(고종33) 자 응천(字 應天) 호 하석(號 霞石) 참판공 휘우성(叅判公 諱禹成)의 11대손인데 중추부사겸 호조참판(中樞府事兼 戶曹叅判)으로 증직 되었다.
전영환(田榮煥) 1831년(철종1)-1899년 자 경삼(字 景三) 현감공 휘해(縣監公 諱瀣)의 7대손인데 1859년 선략장군(宣略將軍) 으로서 용양위(龍驤衛)에 소속되어 사과(司果)를 거처 루진 되어 돈녕부도정(敦寧府都正)을 역임하였다.
전장환(田章煥) 1852년(철종3)-1891년(고종28) 자 경문(字 景文) 장사랑공 휘항(將仕郞公 諱沆)의 7대손인데 1889년(고종26) 무과급제(武科及第) 선략장군 용양위 부사과 (宣略將軍 龍驤衛 副司果)를 역임하였다.
전동기(田東箕) 1861년-1915년 자 성좌(字 聖佐) 호 간산(號 艮山) 참판공휘우성(叅判公諱禹成)의 11대손 궁내부주사(宮內府主事) 중추원의관(中樞院議官) 등을 역임하였다.
전세환(田世煥) 1850년-1919년 자 한호(字 漢皓) 현감공 휘해(縣監公 諱瀣)의 7대손. 타고난 성품이 온순하고 인자하였으며 지극한 효성으로 부모님을 받들었다. 일찍 학문을 쌓아 향리(鄕里)에서 훈장(訓長)으로 후진들의 훈학(訓學)에 종사했던 한학자로서 3간 신묘보(辛卯譜) 수보시 연경삼사(連卿三士)의 한 분였던 중추원 참의(中樞院 叅議)였으며 한일합방에 항의(抗議) 자결한 우국지사 김지수(金志洙) 선생과 교유(交遊)가 있어 선생으로부터 서문을 받아 수보 하였다.
전창환(田昶煥) 1846년-? 자 영일(字 永日) 호 금포(號 錦圃) 장사랑공 휘항(將仕郞公 諱沆)의 7대손, 종사랑(從仕郞)에 제수 되었고 1904년 홍능참봉 사위참서(弘陵叅奉 司衛叅書)를 역임하였다.
전승환(田昇煥) 1877년-1955년 자 치일(字 治一) 호 해사(號 海史) 장사랑공 휘항(將仕郞公 諱沆)의 7대손 어릴 때부터 총명하고 학문을 좋아하며 문장진취(文章進就) 마침내 경서(經書)에 정통 존중받은 큰 학자가 되었다. 5간 무자보(戊子譜) 편수시 교정(校正)을 맡아 보았다.
전지환(田芝煥) 1865년-1934년 자 경서(字 景瑞) 장사랑공 휘항(將仕郞公 諱沆)의 7대손 1904년 경능참봉 판임관(敬陵叅奉 判任官)을 지냈다.
전창환(田昌煥) 1866년-1932년 자 중일(字 仲一) 장사랑공 휘항(將仕郞公 諱沆)의 7대손 한말 궁내부주사겸비서감(宮內府主事兼 秘書監)을 지냈다.
전인환(田璘煥) 1865년-1933년 자 경국(字 敬國) 장사랑공 휘석형(將仕郞公 諱錫珩)의 8대손 1904년 종사랑(從仕郞)에 제수 되었고 중추원의관(中樞院議官)을 역임하였다.
전문환(田文煥) 1847년-1916년 자 순지(字 順智) 호 죽사(號 竹史) 장사랑공 휘석형의 8대손. 1901년 홍능참봉 1903년 사위참서관을 역임하였다.
전창환(田彰煥) 1864년-? 자 순경(字 順敬) 장사랑공 휘석형 (將仕郞 諱錫珩)의 8대손 1904년 중추원의관(中樞院議官)을 지냈다.
전기봉(田基鳳) 1866년-1908년 자 명오(字 鳴梧) 현감공휘해(縣監公諱瀣)의 8대손이고 돈녕부도정 휘영환(敦寧府都正 諱榮煥)의 차남 1892년 무과에 급제 후 루진 되어 무반 종4품관인 선략장군(宣略將軍)이 되었으며 정6품관인 사과군직(司果軍職)을 역임하였다.
전기웅(田基雄) 1891년-1954년 자 윤홍(字 允洪) 현감공 휘해(縣監公 諱瀣)의 8대손 일찍이 선친(先親)으로부터 수학 학문을 진취하였고 1908년 통감부(統監府) 때 석성현 (石城縣)에서 선발되어 관리양성수업차(官吏養成受業次) 공주감영(公州監營)으로 차출되었으나 강제삭발을 피해 장암(場岩) 요꼴에 잠거(潛居) 오영선(吳榮善) 선생 문인이 되어 학문을 연마한 후 장암과 임천(林川) 등지에서 훈장(訓長)으로 후진들을 지도하였고 중년에 와서는 향리(鄕里)에서 후학들의 훈학에 종사하였다. 영모재(永慕齋) 계판문이 있으며 5간 무자보(戊子譜) 수보시 감정(監正)으로 발문(跋文)을 근발 하였다.
전기옥(田基玉) 1888-1982년 자 성욱(字 成郁) 장사랑공 휘항(將仕郞公 諱沆)의 8대손 희능참봉(禧陵叅奉)을 역임하였다.
전기순(田基順) 1865년-1942년 자 문삼(字 文三) 장사랑공 휘항(將仕郞公 諱沆)의 8대손 종사랑(從仕郞)에 제수되었고 목능참봉 (穆陵叅奉)을 지냈다.
전기욱(田基郁) 1881년-1942년 자 사희(字 司喜) 장사랑공 휘석형(將仕郞公 諱錫珩)의 9대손 1903년 지능참봉(智陵叅奉) 1905년 창덕궁왕비인산시(昌德宮王妃因山時) 신련별배(神輦別陪)로 종사하였다.
전기로(田基魯) 1885년-1966년 자 성관(字 聖觀) 호 소은(號 小隱) 장사랑공 휘석형 (將仕郞公 諱錫珩)의 9대손 문묘직원(文廟直員)을 지냈다.

## 대표적인 과거 급제자
남양 전씨는 조선시대 수십명의 문과 급제자와 무과 급제자를 배출한 명문가이다.
문과
전가생(田稼生) 전가생(田稼生) 전조생(田稠生) 전우치(田禹治) 전화(田 華) 전경업(田敬業) 전홍업(田洪業) 전석규(田錫圭) 전해(田瀣) 전수원(田遂元) 전수형(田遂亨) 전우성(田禹成)
무과
전지(田 漬) 전림(田 霖) 전우평(田禹平) 전득원(田得元) 전응룡(田應龍) 전의성(田義成) 전희길(田希吉) 전장환(田章煥) 전기봉(田基鳳)

## 남양전씨 종중 문서 일괄(南陽田氏 宗中 文書 一括)
남양전씨 종중 문서 일괄(南陽田氏 宗中 文書 一括)은 충청남도 논산시 성동면 우곤리에 있는 조선시대의 문서류이다. 1981년 7월 15일 대한민국의 보물 제727호로 지정되었고, 이 보물을 소장하고 보존 관리하기 위하여 2004년 10월 충남 논산시 성동면 우곤리 서당 삼장산 중턱에 한옥단청의 고문서 보호각과 관리사를 국가에서 건립하였다.
남양전씨 종중 문서 일괄(南陽田氏 宗中 文書 一括)은 남양 전씨 종중에 전해 내려온 문서들로 남양 전씨 6대에 걸친 왕지 및 교지, 호적단자와 유서 등이다.
문서의 연대는 태종 16년(1416)에서 명종 20년(1565)까지 해당하는 것으로 전흥에게 태종이 내린 왕지 1건, 교지 1건, 전가생의 교지 2건, 전지의 교지 1건, 전우평의 교지 1건, 그리고 전화가 장자인 전경업에게 봉사조로 물려준 전답 및 노비를 나누어 준 기록 등 8건이 있고, 호적단자는 숙종 28년(1702)에 작성된 전유성의 것 3장이다.
왕지와 교지는 왕이 내리는 명령서로서 주로 관리의 임명장을 뜻하며 준호구는 오늘날의 호적등본과 같고 유서는 상속에 관한 서류이다. 조선 초기의 왕지는 세종 때에 이르러 교지로 그 명칭이 바뀌었다. 그뿐만 아니라 1416년의 왕지에는 조선국왕지인(朝鮮國王之印)을 찍었으나 교지에는 시명지보(施命之寶)를 찍었다는 점이 다르다.
남양 전씨 종중문서 중에 임진왜란 이전의 것으로는 1416년(태종 16) · 1417년의 왕지 2통, 1434년(세종 16) · 1463년(세조 9) · 1505년(연산군 11) · 1515년(중종 10)의 교지 5통, 1565년(명종 20)의 유서 1통 등 8통이 있다. 전흥이 받은 왕지와 교지 2통은 조선 초기 왕지와 교지 양식을 알 수 있는 귀중한 자료이다. 특히 조선 초기 태조와 정종 대에는 교지 대신 왕지라는 용어를 사용했는데 이를 알려주는 자료로서의 의의가 있다. 1565년의 유서는 전화가 맏아들 전경업에게 봉사조로 전답과 노비를 내려주는 상속의 내용을 담고 있어 그 시대의 가족제도와 경제사를 연구하는 데 귀중한 자료가 된다.
임진왜란 이후의 것으로는 교지 16통, 준호구 3통이 있는데, 교지는 1612년(광해군 4)에서 1668년(현종 9) 사이에 받은 것이며 그중 2통은 백패이고, 나머지는 대부분 능참봉고신과 산직고신이며, 준호구 3통은 모두 1700년대 초의 것이다.
이 문서들은 8건 27매를 일괄하여 지정한 것으로, 왕지 및 교지 2건은 조선 전기의 왕지와 교지의 문서양식을 알아볼 수 있도록 하는 귀중한 자료이다.
이처럼 한 가문의 종중문서가 고스란히 간직되어 있다는 것은 매우 놀라운 일일 뿐만 아니라 이 문서들은 당시의 가족제도와 상속제도, 사회경제를 연구하는 데 유용한 자료로서 가치가 높다.
<문화재청 국가문화유산포털 링크>
https://www.heritage.go.kr/heri/cul/culSelectDetail.do?VdkVgwKey=12,07270000,34&pageNo=1_1_1_0#

## 같이 보기
- 개성 왕씨
- 의령 옥씨